# Joe Scarpa
Joseph Luke Scarpa (Filadélfia, Pensilvânia em 4 de outubro de 1928 - Georgia, 3 de abril de 2012) foi um lutador de wrestling profissional ítalo-americano (que interpretava uma persona nativa americana), mais conhecido pelo seu ring name Chief Jay Strongbow. Era um dos mais populares lutadores da época da World Wide Wrestling Federation, sendo introduzido ao WWE Hall of Fame em 1994 por Gorilla Monsoon.
Conquistou diversos títulos em sua carreira, tendo destaque o WWWF/WWF Tag Team Championship (4 vezes). Foi também introduzido no Professional Wrestling Hall of Fame and Museum em 2009. Scarpa também foi multi-campeão na National Wrestling Alliance.

## No wrestling
- Finishers e ataques secundários
  - Tomahawk chop
  - Indian deathlock
  - Sleeper hold
  - Running knee lift
  - Armbar
  - Inverted atomic drop
  - Knee drop
  - Bow and arrow stretch
  - Lou Tesz Press
- Foi manager de
  - Tatanka
  - John Wilson

## Títulos e prêmios
- Championship Wrestling from Florida
  - NWA Florida Brass Knuckles Championship (2 vezes)
  - NWA Florida Heavyweight Championship (1 vez)
  - NWA Florida Southern Tag Team Championship (3 vezes) - com Jose Lothario
  - NWA Florida Tag Team Championship (1 vez) - com Don Curtis

- Georgia Championship Wrestling
  - NWA Georgia Heavyweight Championship (1 vez)
  - NWA Macon Tag Team Championship (1 vez) - com El Mongol
  - NWA World Tag Team Championship (Georgia version) (1 vez) - com Don Curtis

- Gulf Coast Championship Wrestling
  - NWA Gulf Coast Heavyweight Championship (1 vez)
  - NWA Gulf Coast Southern Tag Team Championship (1 vez) - com Lee Fields

- NWA Mid-America
  - NWA Mid-America World Tag Team Championship (3 vezes) - com Lester Welch (2) e Alex Perez (1)

- Pro Wrestling Illustrated
  - PWI Wrestler Mais Popular do Ano (1973)
  - PWI Mais Inspiracional Wrestler do Ano (1979)[3]
  - PWI o colocou como # 214 dos 500 melhores wrestlers singulares durante a "PWI Years" em 2003.

- Professional Wrestling Hall of Fame and Museum
  - Introduzido em 2009

- World Wrestling Council
  - WWC Caribbean Heavyweight Championship (1 vez)

- WWE
  - WWF Hall of Fame (Classe de 1994)
  - WWWF/WWF Tag Team Championship (4 vezes) - com Sonny King (1), Billy White Wolf (1) e Jules Strongbow (2)

## Mídia
Scarpa também apareceu em dois filmes; Micki and Maude em 1984, como Dudley Moore; e em 1999 no filme Big Daddy.